# II Divisão B de 2010–11
A II Divisão 2010/2011 foi a 77ª edição do terceiro escalão do futebol português, e foi realizada entre Setembro de 2010 e Junho de 2010. O campeão desta época foi o União da Madeira (Campeão da Zona Norte) tendo sido promovido a Liga Orangina juntamente com o Atlético CP (Campeão da Zona Sul) que foi o 2º classificado da fase final. O Padroense FC (campeão da Zona Centro) foi a equipa que ficou em 3º lugar na fase final não conseguindo, deste modo, a promoção a Liga Orangina.

## Formato da prova
As equipas foram divididas em 3 zonas (Norte, Centro e Sul) de 16 equipas cada.
As equipas foram colocadas nas zonas segunda a sua localização geográfica de norte para sul, exceptuando as equipas das regiões autónomas (Açores e Madeira).
As equipas das zonas autónomas são distribuídas pelas três zonas segundo um sistema de rotatividade trianual. Nesta época as equipas da Região Autónoma dos Açores ficaram colocadas na Zona Sul, enquanto que as equipas da Região Autónoma da Madeira ficaram na Zona Norte.
O primeiro classificado de cada zona apura-se para a Liguilha de Acesso a Liga Orangina/Apuramento de Campeão, sendo que o 1º classificado dessa liguilha é o Campeão da II Divisão e sobe a Liga Orangina; 0 2º classificado também sobe a Liga Orangina enquanto que o 3º classificado permanece na II Divisão.
Os quatro últimos classificados (13º, 14º, 15º e 16º) e os dois piores 12º classificados (das três zonas), foram despromovidas a III Divisão.

## Participantes

### Zona Norte
| Desp. Chaves      | Chaves                  | A.F. Vila Real | 15.º na Liga Vitalis             |
| União da Madeira  | Funchal                 | A.F. Madeira   | 3.º II Divisão (1.º na Zona Sul) |
| FC Tirsense       | Santo Tirso             | A.F. Porto     | 2.º Zona Norte                   |
| FC Vizela         | Vizela                  | A.F. Braga     | 3º Zona Norte                    |
| Ribeirão          | Ribeirão                | A.F. Braga     | 6º Zona Norte                    |
| Merelinense       | Merelim                 | A.F. Braga     | 8.º Zona Norte                   |
| Marítimo B        | Funchal                 | A.F. Madeira   | 8.º Zona Sul                     |
| AD Lousada        | Lousada                 | A.F. Porto     | 9.º Zona Norte                   |
| AD Pontassolense  | Ponta do Sol            | A.F. Madeira   | 9.º Zona Sul                     |
| AD Camacha        | Camacha                 | A.F. Madeira   | 11.º Zona Sul                    |
| Andorinha         | Funchal                 | A.F. Madeira   | 1.º III Divisão Série Madeira    |
| CF Caniçal        | Caniçal                 | A.F. Madeira   | 2.º III Divisão Série Madeira    |
| Macedo Cavaleiros | Macedo de Cavaleiros    | A.F. Bragança  | 1.º III Divisão Série A          |
| GD Bragança       | Bragança                | A.F. Bragança  | 2.º III Divisão Série A          |
| AD Oliveirense    | Santa Maria de Oliveira | A.F. Braga     | 1.º III Divisão Série B          |
| AD Fafe           | Fafe                    | A.F. Braga     | 2.º III Divisão Série B          |

Nota: CF Caniçal foi repescado devido a desitência do Estrela da Amadora.

### Zona Centro
| Pampilhosa          | Pampilhosa                        | A.F. Aveiro         | 2.º Zona Centro         |
| GD Tourizense       | Touriz                            | A.F. Coimbra        | 3.º Zona Centro         |
| CD Tondela          | Tondela                           | A.F. Viseu          | 4.º Zona Centro         |
| Gondomar SC         | Gondomar                          | A.F. Porto          | 4º Zona Norte           |
| Sporting Espinho    | Espinho                           | A.F. Aveiro         | 5º Zona Norte           |
| Sporting Esmoriz    | Esmoriz                           | A.F. Aveiro         | 6.º Zona Centro         |
| Boavista FC         | Porto                             | A.F. Porto          | 7.º Zona Norte          |
| União da Serra      | Santa Catarina da Serra           | A.F. Leiria         | 8.º Zona Centro         |
| Sertanense FC       | Sertã                             | A.F. Castelo Branco | 9.º Zona Centro         |
| Eléctrico FC        | Ponte de Sôr                      | A.F. Portalegre     | 10.º Zona Centro        |
| Aliados de Lordelo  | Lordelo                           | A.F. Porto          | 10.º Zona Norte         |
| Padroense FC        | Padrão da Légua - Senhora da Hora | A.F. Porto          | 11.º Zona Norte         |
| Sp. Coimbrões       | Coimbrões                         | A.F. Porto          | 1.º III Divisão Série C |
| FC Cesarense        | Cesar - Oliveira de Azeméis       | A.F. Aveiro         | 2.º III Divisão Série C |
| Anadia (Portugal)FC | Anadia                            | A.F. Aveiro         | 1.º III Divisão Série D |
| Sp. Pombal          | Pombal                            | A.F. Leiria         | 2.º III Divisão Série D |

### Zona Sul
| AD Carregado        | Carregado                       | A.F. Lisboa            | 16.º Liga Vitalis            |
| Atlético CP         | Lisboa                          | A.F. Lisboa            | 2.º Zona Sul                 |
| Louletano           | Loulé                           | A.F. Faro              | 3.º Zona Sul                 |
| Oriental            | Lisboa                          | A.F. Lisboa            | 4º Zona Sul                  |
| Atl. Reguengos      | Reguengos de Monsaraz           | A.F. Évora             | 5º Zona Sul                  |
| CD Mafra            | Mafra                           | A.F. Lisboa            | 5.º Zona Centro              |
| Lagoa               | Lagoa                           | A.F. Faro              | 6.º Zona Sul                 |
| Pinhalnovense       | Pinhal Novo                     | A.F. Setúbal           | 7.º Zona Sul                 |
| SC Praiense         | Praia da Vitória                | A.F. Angra do Heroísmo | 7.º Zona Centro              |
| Operário dos Açores | Lagoa - Ilha de São Miguel      | A.F. Ponta Delgada     | 11.º Zona Centro             |
| Real SC             | Massamá                         | A.F. Lisboa            | 12.º Zona Sul                |
| FC Madalena         | Madalena do Pico - Ilha do Pico | A.F. Horta             | 1.º III Divisão Série Açores |
| Casa Pia            | Lisboa                          | A.F. Lisboa            | 1.º III Divisão Série E      |
| Torreense           | Torres Vedras                   | A.F. Lisboa            | 2.º III Divisão Série E      |
| Juventude Évora     | Évora                           | A.F. Évora             | 1.º III Divisão Série F      |
| Sp. Farense         | Faro                            | A.F. Faro              | 2.º III Divisão Série F      |

## Tabela Classificativa

### Zona Norte
|     | Equipa            | Pts | J  | V  | E  | D  | GM | GS | +/- | Notas                           |
| --- | ----------------- | --- | -- | -- | -- | -- | -- | -- | --- | ------------------------------- |
| 1.  | União da Madeira  | 67  | 30 | 20 | 7  | 3  | 53 | 18 | +35 | Play-Off acesso à Liga Orangina |
| 2.  | FC Tirsense       | 55  | 30 | 15 | 10 | 5  | 40 | 26 | +14 |                                 |
| 3.  | Desp. Chaves      | 51  | 30 | 13 | 12 | 5  | 34 | 21 | +13 |                                 |
| 4.  | AD Fafe           | 46  | 30 | 13 | 7  | 10 | 40 | 33 | +7  |                                 |
| 5.  | AD Lousada        | 46  | 30 | 13 | 7  | 13 | 46 | 40 | +6  |                                 |
| 6.  | Marítimo B        | 44  | 30 | 11 | 11 | 8  | 36 | 25 | +11 |                                 |
| 7.  | FC Vizela         | 43  | 30 | 10 | 13 | 7  | 36 | 29 | +7  |                                 |
| 8.  | Macedo Cavaleiros | 43  | 30 | 11 | 10 | 9  | 34 | 29 | +5  |                                 |
| 9.  | AD Camacha        | 41  | 30 | 11 | 8  | 11 | 34 | 35 | -1  |                                 |
| 10. | AD Oliveirense    | 41  | 30 | 11 | 8  | 11 | 31 | 37 | -6  |                                 |
| 11. | Merelinense FC    | 40  | 30 | 11 | 7  | 12 | 31 | 32 | -1  |                                 |
| 12. | Ribeirão          | 39  | 30 | 9  | 12 | 9  | 38 | 29 | +9  |                                 |
| 13. | CF Caniçal        | 33  | 30 | 9  | 6  | 15 | 32 | 42 | -10 | Despromoção à III Divisão       |
| 14. | Andorinha         | 28  | 30 | 7  | 7  | 16 | 30 | 55 | -25 | Despromoção à III Divisão       |
| 15. | GD Bragança       | 18  | 30 | 4  | 6  | 20 | 24 | 53 | -29 | Despromoção à III Divisão       |
| 16. | Pontassolense     | 15  | 30 | 2  | 9  | 19 | 20 | 55 | -35 | Despromoção à III Divisão       |

### Zona Centro
|     | Equipa              | Pts | J  | V  | E  | D  | GM | GS | +/- | Notas                           |
| --- | ------------------- | --- | -- | -- | -- | -- | -- | -- | --- | ------------------------------- |
| 1.  | Padroense FC        | 56  | 30 | 16 | 8  | 6  | 44 | 29 | +15 | Play-Off acesso à Liga Orangina |
| 2.  | Boavista FC         | 56  | 30 | 16 | 8  | 6  | 46 | 25 | +21 |                                 |
| 3.  | CD Tondela          | 55  | 30 | 16 | 7  | 7  | 46 | 28 | +18 |                                 |
| 4.  | Gondomar SC         | 50  | 30 | 13 | 11 | 6  | 42 | 26 | +16 |                                 |
| 5.  | Sertanense FC       | 49  | 30 | 14 | 7  | 9  | 29 | 25 | +4  |                                 |
| 6.  | GD Tourizense       | 45  | 30 | 13 | 6  | 11 | 48 | 32 | 16  |                                 |
| 7.  | Sporting Espinho    | 43  | 30 | 11 | 10 | 9  | 33 | 26 | +7  |                                 |
| 8.  | Sp. Esmoriz         | 38  | 30 | 9  | 11 | 10 | 31 | 38 | -7  |                                 |
| 9.  | Sp. Coimbrões       | 37* | 30 | 11 | 7  | 12 | 38 | 40 | -2  |                                 |
| 10. | Anadia (Portugal)FC | 37  | 30 | 10 | 7  | 13 | 32 | 40 | -8  |                                 |
| 11. | Aliados de Lordelo  | 37  | 30 | 9  | 10 | 11 | 28 | 34 | -6  |                                 |
| 12. | Sp. Pombal          | 36  | 30 | 10 | 6  | 14 | 35 | 48 | -13 | Despromoção III Divisão         |
| 13. | FC Pampilhosa       | 36  | 30 | 10 | 6  | 14 | 31 | 39 | -8  | Despromoção III Divisão         |
| 14. | União da Serra      | 34  | 30 | 8  | 10 | 12 | 33 | 36 | -3  | Despromoção III Divisão         |
| 15. | FC Cesarense        | 30  | 30 | 7  | 9  | 14 | 33 | 46 | -13 | Despromoção III Divisão         |
| 16. | Eléctrico           | 13  | 30 | 2  | 7  | 21 | 19 | 56 | -37 | Despromoção III Divisão         |

Sp. Coimbrões penalizado com a perda de três pontos.

### Zona Sul
|     | Equipa              | Pts | J  | V  | E  | D  | GM | GS | +/- | Notas                           |
| --- | ------------------- | --- | -- | -- | -- | -- | -- | -- | --- | ------------------------------- |
| 1.  | Atlético CP         | 64  | 30 | 18 | 10 | 2  | 49 | 25 | +24 | Play-Off acesso à Liga Orangina |
| 2.  | CD Mafra            | 55  | 30 | 15 | 10 | 5  | 60 | 37 | +23 |                                 |
| 3.  | SCU Torreense       | 54  | 30 | 16 | 6  | 8  | 36 | 27 | +9  |                                 |
| 4.  | Pinhalnovense       | 50  | 30 | 13 | 11 | 6  | 39 | 29 | +10 |                                 |
| 5.  | AD Carregado        | 47  | 30 | 14 | 5  | 11 | 47 | 40 | +7  |                                 |
| 6.  | Oriental            | 46  | 30 | 12 | 10 | 8  | 42 | 35 | 7   |                                 |
| 7.  | Louletano           | 45  | 30 | 12 | 9  | 9  | 46 | 38 | +8  |                                 |
| 8.  | FC Madalena         | 44  | 30 | 12 | 8  | 10 | 32 | 28 | +4  |                                 |
| 9.  | Operário dos Açores | 42  | 30 | 11 | 9  | 10 | 40 | 40 | 0   |                                 |
| 10. | Juventude de Évora  | 39  | 30 | 9  | 12 | 9  | 30 | 34 | -4  |                                 |
| 11. | Atl. Reguengos      | 38  | 30 | 11 | 5  | 14 | 40 | 47 | -7  |                                 |
| 12. | Sp. Farense         | 36  | 30 | 8  | 12 | 10 | 28 | 37 | -9  | Despromoção à III Divisão       |
| 13. | Casa Pia            | 28  | 30 | 7  | 7  | 16 | 37 | 49 | -12 | Despromoção à III Divisão       |
| 14. | Real SC             | 25  | 30 | 5  | 10 | 15 | 27 | 40 | -13 | Despromoção à III Divisão       |
| 15. | GD Lagoa            | 20  | 30 | 5  | 5  | 20 | 19 | 38 | -19 | Despromoção à III Divisão       |
| 16. | SC Praiense         | 18  | 30 | 3  | 9  | 18 | 26 | 54 | -28 | Despromoção à III Divisão       |

 Critérios de desempate: 1.º Maior número de pontos nos jogos entre as equipas empatadas; 2.º Maior diferença de golos nos jogos entre equipas empatas; 3.º Maior número de vitórias nos jogos entre as equipas empatadas; 4.º Maior número de golos marcados nos jogos entre as equipas empatadas. 5.º Maior diferença de golos em todos os jogos disputados; 6.º Maior número de vitórias no campeonato; 7.º Maior número de golos no campeonato.
Se após os 7 critérios se mantiver-se empatado, o desempate ocorrerá com a realização de um jogo em campo neutro (duas equipas empatadas) ou liguilha a uma volta (mais de duas equipas empatadas). 

## 2ª Fase - Apuramento de Campeão e Promoção aLiga Orangina

### Calendário e Resultados
| Jn | Data             | Equipa           |   |   | Equipa           |
| -- | ---------------- | ---------------- | - | - | ---------------- |
| 1. | 8 de Maio 2011   | Padroense FC     | 4 | 1 | Atlético CP      |
| 2. | 15 de Maio 2011  | Padroense FC     | 1 | 1 | União da Madeira |
| 3. | 21 de Maio 2011  | Atlético CP      | 1 | 0 | União da Madeira |
| 4. | 29 de Maio 2011  | Atlético CP      | 1 | 0 | Padroense FC     |
| 5. | 4 de Junho 2011  | União da Madeira | 2 | 0 | Padroense FC     |
| 6. | 10 de Junho 2011 | União da Madeira | 2 | 0 | Atlético CP      |

### Classificação
|    | Equipa           | Pts | J | V | E | D | GM | GS | +/- | Notas                                             |
| -- | ---------------- | --- | - | - | - | - | -- | -- | --- | ------------------------------------------------- |
| 1. | União da Madeira | 7   | 4 | 2 | 1 | 1 | 5  | 2  | +3  | Campeão da II Divisão e Promovido à Liga Orangina |
| 2. | Atlético CP      | 6   | 4 | 2 | 0 | 2 | 3  | 6  | -3  | Promovido à Liga Orangina                         |
| 3. | Padroense FC     | 4   | 4 | 1 | 1 | 2 | 5  | 5  | 0   |                                                   |